# Segra Stadium
O Segra Stadium é um estádio localizado em Fayetteville, estado da Carolina do Norte, nos Estados Unidos, possui capacidade total para 4.786 pessoas, é a casa do time do Fayetteville Woodpeckers que joga na liga menor de beisebol Carolina League,o estádio foi inaugurado em 2019.